# Blepharocalyx
Blepharocalyx es un género de plantas perteneciente a la familia Myrtaceae.

## Taxonomía
El género fue descrito por Otto Karl Berg y publicado en Linnaea 27: 348. 1854[1856]. La especie tipo es: Blepharocalyx acuminatissimus, Berg
Etimología
El nombre del género es de origen griego Blepharo (pestañas) + calyx (cáliz), debido a que sus especies presentan un cáliz particularmente piloso.

## Especies
La mayoría son sinónimos obsoletos:
- Blepharocalyx acuminatissimus, Berg
- Blepharocalyx acuminatus, O.Berg in Mart.
- Blepharocalyx affinis, Berg
- Blepharocalyx amarus, O.Berg in Mart.
- Blepharocalyx angustifolius, O.Berg in Mart.
- Blepharocalyx angustissimus, O.Berg in Mart.
- Blepharocalyx apiculatus, O.Berg in Mart.
- Blepharocalyx aromatica, Durand
- Blepharocalyx brunneus, O.Berg in Mart.
- Blepharocalyx canescens, O.Berg
- Blepharocalyx cisplatensis, Griseb.
- Blepharocalyx cruckshanksii, (Hook. & Arn.) Niedenzu
- Blepharocalyx cuspidatus, O.Berg in Mart.
- Blepharocalyx depauperatus, Berg
- Blepharocalyx deserti, (Cambess. ex St. Hil) Burret
- Blepharocalyx divaricatum, (O.Berg) Niedenzu
- Blepharocalyx divaricatus, Niedenzu
- Blepharocalyx eggersii, (Kiaerskou) L.R.Landrum
- Blepharocalyx ellipticus, O.Berg
- Blepharocalyx gigantea, Lillo
- Blepharocalyx lanceolatus, O.Berg
- Blepharocalyx longipes, O.Berg
- Blepharocalyx minutiflorus, J.R.Mattos & D.Legrand
- Blepharocalyx montana, Lillo
- Blepharocalyx montanus, Lillo
- Blepharocalyx mugiensis, (Cambess. ex St. Hil) Burret
- Blepharocalyx myrcianthoides, Mattos
- Blepharocalyx parvifolius, Berg
- Blepharocalyx picrocarpus, O.Berg
- Blepharocalyx pilosus, O.Berg
- Blepharocalyx ramosissimus, O.Berg
- Blepharocalyx salicifolius, (Kunth) O.Berg
- Blepharocalyx serra, Berg
- Blepharocalyx sessilifolius, Berg
- Blepharocalyx spiraeoides, Stapf
- Blepharocalyx strictus, O.Berg
- Blepharocalyx suaveolens, (Cambess.) Burret
- Blepharocalyx umbilicata, (Cambess.) Burret
- Blepharocalyx villosus, Berg
- Blepharocalyx widgreni, O.Berg

Especies aceptadas
1. Blepharocalyx cruckshanksii (Hook. & Arn.) Nied. - Chile
2. Blepharocalyx eggersii (Kiaerskou) L.R.Landrum - Antillas, Venezuela, Guyana, Perú, Brasil
3. Blepharocalyx myriophyllus  Mattos - Minas Gerais
4. Blepharocalyx salicifolius (Kunth.) O.Berg - Brasil, Bolivia, Perú, Ecuador, Paraguay, Uruguay, Argentina